# 꽃 (장윤정의 노래)
〈꽃〉는 2005년에 발표된 장윤정의 노래이다.